# Reinhard Iselin
Reinhard baron (von) Iselin (5. april 1714 i Brugg, Schweiz – 10. april 1781) var en schweizisk-dansk handelsmand, baron og godsejer.
Iselin fødtes 5. april 1714 i den lille by Brugg i Kanton Aargau i Schweiz, hvor faderen var gæstgiver. For at oplæres i købmandsfaget sendtes Iselin til handelshuset Gemusæus i faderens tidligere hjemsted, Basel. Efter endt læretid tog han til Køln, hvorfra han 1740 drog til København. Her fik han ansættelse som handelsbetjent i Michael Fabritius' og Johan Frederik Wævers bekendte kontor, hvor han med megen duelighed tog sig af forretningerne. 9 år efter nedsatte Iselin, der var kommet til byen uden formue, sig som købmand og chef for et handelshus, der under firmanavnet R. Iselin & Co. blev et af de betydeligste i landet. Iselin var interessent i de fleste af vore store handelskompagnier og 1759-69 medlem af direktionen for det mægtigste af dem, det asiatiske. Også på industrielle områder sporedes Iselins virkelyst. 1754 deltog han i oprettelsen af en klædefabrik, året efter fik han privilegium på et kattuntrykkeri på Christiansholm; i 1772 købte han det Outerlooske Garveri, senere drev han et sukkerraffinaderi i København, og i Frolands Jernværker havde han en meget stor part. Iselin, der allerede var rig og i stor handelsvirksomhed, styrkede yderligere sin indflydelse ved 9. februar 1752 at ægte sin forrige principals datter Anna Elisabeth Fabritius (1735-1786), hvorved han besvogredes med flere fornemme og ansete slægter. Selv steg han 1766 til etatsråd, 1769 til konferensråd og benådedes endog 1776 med optagelsen i den danske friherrestand, hvortil dog datterens giftermål samme år med grev Rantzau synes at have givet stødet. Året efter ramtes Iselin af et apoplektisk anfald. Hustruen fik bevilling til i hans sted at lede handelen og styre hans ejendomme og oprettede 1781, støttet til mandens tidligere udtalte ønske, af hans store godser i Vordingborgs omegn Stamhusene Iselingen (opkaldt efter manden) og Rosenfeldt for deres 2 døtre, Marie Margrethe, gift med kammerherre Christian Frederik Ernst greve Rantzau, og Anna Elisabeth, gift med kammerherre, amtmand Pierre Antoine Gérard Bosc de la Calmette. Foruden nævnte godser og fabrikker ejede Iselin også Rosendal og Rosenvænget ved København og et lyststed i Kongens Lyngby. Iselin, der hørte til den tysk reformerte menighed, døde 10. april 1781. Enken ægtede 10. august 1783 den rige generalmajor Johan Frederik Classen. Også indirekte har Iselin indvirket på vor handels udvikling ved at indkalde flere dygtige schweiziske handelsmænd, hvoriblandt stamfaderen til familien Frølich her i landet, hans søstersøn agent Johan Jacob Frølich.